# Giacomo Mario Gili
Giacomo Mario Alberto Gili, noto anche con gli pseudonimi di Alberto Larici, Giorgio Alcioni o Mario Liri (Cossila, 1906 – Monza, 1996) è stato un paroliere italiano.
Nell'immediato dopoguerra è autore per le principali voci dell'epoca, come Nilla Pizzi, Natalino Otto e Clara Jaione. Tra i suoi testi dell'epoca: Avanti e indré, I pompieri di Viggiù, I cadetti di Guascogna.
Si specializza poi nella traduzione di grandi successi scritti originariamente in lingue diverse dall'italiano (Angeli negri, Tico Tico, Perfidia, Brazil, Il valzer delle candele).
Per Adriano Celentano scrive i testi di Si è spento il sole e La mezza luna.
Nel 1944 sposò in seconde nozze la cantante Ebe De Paulis con la quale avviò anche un sodalizio artistico incidendo nel 1947 Perdutamente, brano scritto dallo stesso Gili assieme alla prima moglie Paola Marchetti scomparsa nel 1942, e fino ad allora rimasto inedito.
Gili muore a Monza nel 1996.